# Élections sénatoriales de 1998 dans le Calvados
Les élections sénatoriales dans le Calvados ont eu lieu le dimanche 27 septembre 1998. 
Elles ont eu pour but d'élire les sénateurs représentant le département au Sénat pour un mandat de neuf années.

## Contexte départemental
Lors des élections sénatoriales du 24 septembre 1989 dans le Calvados, un sénateur UDF-AD et deux sénateurs UDF-PR ont été élus, Ambroise Dupont, Philippe de Bourgoing et Jean-Marie Girault.
Depuis, tous les effectifs du collège électoral des grands électeurs ont été renouvelés, avec les élections législatives françaises de 1997, les élections régionales françaises de 1998, les élections cantonales de 1994 et 1998 et les élections municipales françaises de 1995.

## Sénateurs sortants
| Sénateur | Sénateur              | Parti | Fonctions lors de l'élection en 1989                         |
| -------- | --------------------- | ----- | ------------------------------------------------------------ |
|          | Ambroise Dupont       | UDF   | Conseiller général, maire de Victot-Pontfol                  |
|          | Philippe de Bourgoing | DL    | Sénateur sortant, conseiller général, maire de Tracy-sur-Mer |
|          | Jean-Marie Girault    | DL    | Sénateur sortant, maire de Caen                              |

## Présentation des candidats
Les nouveaux représentants sont élus pour une législature de 9 ans au suffrage universel indirect par les 1891 grands électeurs du département. 
Dans le Calvados, les sénateurs sont élus au scrutin majoritaire à deux tours.
| Candidats | Candidats             | Parti | Principale fonction                                           |
| --------- | --------------------- | ----- | ------------------------------------------------------------- |
|           | Marc Belet            | PCF   | Conseiller régional, conseiller municipal de Caen             |
|           | Pierre Mouraret       | PCF   | Conseiller régional, adjoint au maire de Dives-sur-Mer        |
|           | Jacqueline Le Corre   | PCF   |                                                               |
|           | Serge Lézement        | MDC   | Conseiller municipal d'Hérouville-Saint-Clair                 |
|           | André Ledran          | PS    | Conseiller général, maire de Ouistreham                       |
|           | Jean-Claude Carabeufs | PS    | Conseiller général, maire de Saint-André-sur-Orne             |
|           | Claire Massot-Page    | PS    | Adjointe au maire de Lisieux                                  |
|           | Jean-Claude Raoult    | DVG   | Maire de Verson                                               |
|           | Ambroise Dupont       | UDF   | Sénateur sortant, conseiller général, maire de Victot-Pontfol |
|           | Jean-Léonce Dupont    | DL    | Conseiller général, maire de Bayeux                           |
|           | Jean-Marie Girault    | DL    | Sénateur sortant, maire de Caen                               |
|           | René Garrec           | DL    | Président du conseil régional                                 |
|           | Jean-Yves Cousin      | RPR   | Conseiller régional, maire de Vire                            |
|           | André Fanton          | RPR   | Conseiller général                                            |
|           | Yves Duprés           | FN    |                                                               |
|           | Christian Guéret      | FN    |                                                               |
|           | Philippe Chapron      | FN    |                                                               |
|           | Colette Geiger        | EXD   |                                                               |
|           | René Féron            | EXD   |                                                               |
|           | Joël Gautier          | EXD   |                                                               |

## Résultats
| Candidat et parti politique | Candidat et parti politique | Candidat et parti politique | Premier tour | Premier tour | Second tour | Second tour |
| Candidat et parti politique | Candidat et parti politique | Candidat et parti politique | Voix         | %            | Voix        | %           |
| --------------------------- | --------------------------- | --------------------------- | ------------ | ------------ | ----------- | ----------- |
|                             | Ambroise Dupont             | UDF                         | 890          | 48,45        | 1 170       | 64,25       |
|                             | René Garrec                 | DL                          | 630          | 34,30        | 1 095       | 60,13       |
|                             | Jean-Léonce Dupont          | DL                          | 624          | 34,24        | 1 097       | 60,24       |
|                             | Jean-Yves Cousin            | RPR                         | 510          | 27,76        | 51          | 2,80        |
|                             | Jean-Marie Girault          | DL                          | 495          | 26,95        | 3           | 0,16        |
|                             | André Ledran                | PS                          | 460          | 25,04        | 527         | 28,94       |
|                             | Jean-Claude Carabeufs       | PS                          | 439          | 23,90        | 471         | 25,86       |
|                             | Claire Massot-Page          | PS                          | 425          | 23,14        | 479         | 26,30       |
|                             | André Fanton                | RPR                         | 220          | 11,98        | 4           | 0,22        |
|                             | Jean-Claude Raoult          | DVG                         | 112          | 6,10         | 83          | 4,56        |
|                             | Marc Bellet                 | PCF                         | 79           | 4,30         | 77          | 4,23        |
|                             | Serge Lézement              | MDC                         | 58           | 3,16         | 1           | 0,05        |
|                             | Pierre Mouraret             | PCF                         | 52           | 2,83         | 56          | 3,08        |
|                             | Jaqueline Le Corre          | PCF                         | 51           | 2,78         | 59          | 3,24        |
|                             | Yves Duprés                 | FN                          | 34           | 1,85         | 1           | 0,05        |
|                             | Christian Guéret            | FN                          | 27           | 1,47         | 1           | 0,05        |
|                             | Philippe Chapron            | FN                          | 22           | 1,20         | 1           | 0,05        |
|                             | René Feron                  | EXD                         | 4            | 0,22         | Retrait     | Retrait     |
|                             | Colette Geiger              | EXD                         | 2            | 0,11         | Retrait     | Retrait     |
|                             | Joël Gautier                | EXD                         | 2            | 0,11         | Retrait     | Retrait     |
|                             |                             |                             |              |              |             |             |
| Inscrits                    | Inscrits                    | Inscrits                    | 1 891        | 100,00       | 1 891       | 100,00      |
| Abstentions                 | Abstentions                 | Abstentions                 | 35           | 1,85         | 39          | 2,06        |
| Votants                     | Votants                     | Votants                     | 1 856        | 98,15        | 1 852       | 97,94       |
| Blancs et nuls              | Blancs et nuls              | Blancs et nuls              | 19           | 1,02         | 31          | 1,67        |
| Exprimés                    | Exprimés                    | Exprimés                    | 1 837        | 98,98        | 1 821       | 98,33       |